# Thomas Delaney
Thomas Joseph Delaney (Frederiksberg, 3 september 1991) is een Deens-Amerikaans voetballer die doorgaans als centrale middenvelder speelt. Sinds juli 2024 staat hij onder contract bij FC Kopenhagen. Eerder speelde de middenvelder onder meer voor Borussia Dortmund, Sevilla en Anderlecht. Delaney debuteerde in 2013 in het Deens voetbalelftal, waar hij tot 2024 81 interlands voor speelde.

## Clubcarrière

### FC Kopenhagen
Delaney genoot zijn jeugdopleiding bij Kjøbenhavns Boldklub, de jeugdafdeling van FC Kopenhagen. Hij debuteerde onder coach Ståle Solbakken in 2009 in het eerste elftal, tijdens een wedstrijd in de Deense voetbalbeker tegen Nordvest FC. Op 22 juli scoorde hij in de Champions League-kwalificatiewedstrijd tegen FK Mogren Budva zijn eerste doelpunt voor de club. Hij maakte op 9 augustus 2009 zijn debuut in de Superligaen. Hij viel toen in de 90e minuut in voor Atiba Hutchinson in een met 0–1 gewonnen duel uit bij SønderjyskE. Op 17 september maakte hij zijn debuut in de Europa League tegen CFR Cluj. 
Delaney speelde vanaf zijn debuutjaar elk seizoen meer wedstrijden, maar moest tot de jaargang 2013/14 wachten tot hij een vaste basisspeler werd. Ook dit gebeurde onder Solbakken, die na twee seizoenen in het buitenland terugkeerde bij FC Kopenhagen. Delaney had toen inmiddels meer dan zestig wedstrijden in de competitie en twintig duels in Europese toernooien in de benen. Hij bouwde dit in de 3,5 jaar die volgden uit tot meer dan 240 officiële wedstrijden voor FC Kopenhagen. In die periode werd hij vier keer landskampioen met de club en won hij drie keer de nationale beker. Hij was in zijn laatste anderhalf jaar bij de Deense club tevens aanvoerder.

### Werder Bremen
Delaney verruilde FC Kopenhagen in januari 2017 voor Werder Bremen. Op 21 januari maakte hij tegen Borussia Dortmund zijn debuut. Op 18 februari maakte hij tegen 1. FSV Mainz 05 zijn eerste doelpunt voor Werder Bremen. Delaney maakte op 1 april 2017 zijn eerste hattrick in zijn profcarrière. Hij zorgde die dag voor zowel de 0-2, 0-3 als 2-5 in een met diezelfde cijfers gewonnen competitiewedstrijd uit bij SC Freiburg. Hij was bovendien ook goed voor de assist op de 1-4 van Fin Bartels.
Delaney begon zijn eerste volledige seizoen bij Werder als aanvoerder, door een blessure van captain Niklas Moisander. Dat seizoen miste hij slechts twee wedstrijden. Hij speelde in anderhalf seizoen 45 wedstrijden in de Bundesliga met de club, waarvan 42 als basisspeler. Daarin was Delaney goed voor zeven goals en zeven assists. Bremen bivakkeerde in die jaren in de middenmoot van de ranglijst.

### Borussia Dortmund
Delaney tekende in juli 2018 bij Borussia Dortmund, de nummer vier van de Bundesliga in het voorgaande seizoen. Het betaalde circa €20.000.000,- voor hem aan Werder Bremen. Hier maakte ook coach Lucien Favre een basisspeler van hem. Op 26 augustus leverde hij bij zijn debuut tegen RB Leipzig zijn eerste assist op de 3-1 van Axel Witsel. In de derby tegen FC Schalke 04 op 8 december scoorde Delaney zijn eerste doelpunt voor Borussia Dortmund. Hij was goed voor drie goals en zes assists dat Bundesliga-seizoen, waarin Borussia Dortmund tweede eindigde. 
Hij liep in november 2019 een enkelblessure op waardoor hij vier maanden was uitgeschakeld. Mede daardoor kwam hij tot slechts veertien wedstrijden dat seizoen. Hoewel hij in zijn derde seizoen geen onbetwist basisspeler was, kwam hij toch tot 34 wedstrijden in alle competities. In totaal speelde Delaney 88 wedstrijden voor de geel-zwarten, waarin hij goed was voor vier goals en elf assists.

### Sevilla
Hij verruilde Borussia Dortmund in augustus 2021 voor Sevilla, dat circa €6.000.000,- voor hem betaalde. Daar maakte hij op 28 augustus tegen Elche CF zijn debuut voor. Hij was goed voor de enige treffer van de wedstrijd tegen Athletic Bilbao op 11 december, het betekende zijn eerste goal voor de club. Hij eindigde vierde met Sevilla dat seizoen, wat opnieuw deelname aan de Champions League betekende. In het eerste halfjaar van zijn tweede seizoen in Spanje kwam hij slechts tot twaalf wedstrijden, waardoor hij voor een seizoen verhuurd werd aan TSG 1899 Hoffenheim. Hier maakte hij op 4 februari 2023 tegen VfL Bochum, maar werd hij opnieuw geen basisspeler.

### Anderlecht
In augustus 2023 verliet hij Sevilla opnieuw op huurbasis, ditmaal om te gaan spelen bij RSC Anderlecht, dat ook een aankoopoptie voor 3 miljoen euro bedong. Op 27 augustus maakte hij tegen Royal Charleroi zijn debuut voor Anderlecht. Op 24 september liep hij een sleutelbeenbreuk op in de wedstrijd tegen Club Brugge. De Deen moest geopereerd worden waardoor hij enkele weken niet kon spelen. Op 1 december 2023 tegen Westerlo scoorde de middenvelder zijn eerste goal voor Anderlecht, maar in de eerste twee maanden van 2024 lag hij er opnieuw uit, ditmaal wegens een knieblessure. 

### Terug bij FC Kopenhagen
Op 19 juli 2024 gingen Delaney en Sevilla in onderling overleg uit elkaar en tekende de Deen een contract voor twee jaar bij FC Kopenhagen. Hier keerde hij na bijna tien jaar terug. Hij tekende een contract voor twee seizoenen, tot de zomer van 2026. In zijn rentree op 28 juli tegen Aarhus GF was hij gelijk goed voor een doelpunt. Dat seizoen won Delaney met Kopenhagen de dubbel: zowel de competitie als de beker werd gewonnen. Hij kwam tot zes goals en drie assists in 37 wedstrijden.

## Clubstatistieken
| Seizoen | Club              | Competitie         | Competitie | Competitie | Beker | Beker | Internationaal | Internationaal | Totaal | Totaal |
| Seizoen | Club              | Competitie         | Wed.       | Dlp.       | Wed.  | Dlp.  | Wed.           | Dlp.           | Wed.   | Dlp.   |
| ------- | ----------------- | ------------------ | ---------- | ---------- | ----- | ----- | -------------- | -------------- | ------ | ------ |
| 2008/09 | FC Kopenhagen     | Superligaen        | 0          | 0          | 2     | 0     | —              | —              | 2      | 0      |
| 2009/10 | FC Kopenhagen     | Superligaen        | 9          | 0          | 0     | 0     | 3              | 1              | 12     | 1      |
| 2010/11 | FC Kopenhagen     | Superligaen        | 16         | 1          | 2     | 0     | 2              | 0              | 20     | 1      |
| 2011/12 | FC Kopenhagen     | Superligaen        | 19         | 1          | 1     | 0     | 7              | 0              | 27     | 1      |
| 2012/13 | FC Kopenhagen     | Superligaen        | 21         | 1          | 3     | 0     | 8              | 0              | 32     | 1      |
| 2013/14 | FC Kopenhagen     | Superligaen        | 32         | 3          | 5     | 0     | 6              | 0              | 43     | 3      |
| 2014/15 | FC Kopenhagen     | Superligaen        | 27         | 2          | 6     | 1     | 9              | 0              | 42     | 3      |
| 2015/16 | FC Kopenhagen     | Superligaen        | 29         | 5          | 5     | 1     | 4              | 0              | 38     | 6      |
| 2016/17 | FC Kopenhagen     | Superligaen        | 19         | 6          | 0     | 0     | 11             | 2              | 30     | 8      |
| 2016/17 | Werder Bremen     | Bundesliga         | 13         | 4          | 0     | 0     | —              | —              | 13     | 4      |
| 2017/18 | Werder Bremen     | Bundesliga         | 32         | 3          | 4     | 0     | —              | —              | 36     | 3      |
| 2018/19 | Borussia Dortmund | Bundesliga         | 30         | 3          | 2     | 0     | 6              | 0              | 38     | 3      |
| 2019/20 | Borussia Dortmund | Bundesliga         | 11         | 0          | 0     | 0     | 3              | 0              | 14     | 0      |
| 2020/21 | Borussia Dortmund | Bundesliga         | 20         | 1          | 7     | 0     | 7              | 0              | 34     | 1      |
| 2021/22 | Borussia Dortmund | Bundesliga         | 1          | 0          | 1     | 0     | —              | —              | 2      | 0      |
| 2021/22 | Sevilla           | Primera División   | 26         | 2          | 2     | 0     | 7              | 0              | 35     | 2      |
| 2022/23 | Sevilla           | Primera División   | 8          | 0          | 0     | 0     | 4              | 0              | 12     | 0      |
| 2022/23 | → 1899 Hoffenheim | Bundesliga         | 6          | 0          | 1     | 0     | —              | —              | 7      | 0      |
| 2023/24 | → Anderlecht      | Jupiler Pro League | 23         | 1          | 2     | 0     | —              | —              | 25     | 0      |
| 2024/25 | FC Kopenhagen     | Superligaen        | 24         | 5          | 3     | 1     | 10             | 0              | 37     | 6      |
| Totaal  | Totaal            | Totaal             | 366        | 38         | 46    | 3     | 87             | 3              | 499    | 44     |

## Interlandcarrière
Delaney kwam uit voor alle Deense nationale jeugdselecties vanaf Denemarken –18. Hij debuteerde op 15 oktober 2013 onder bondscoach Morten Olsen in het Deens voetbalelftal, in een kwalificatiewedstrijd voor het WK 2014 thuis tegen Malta. Hij speelde de volledige wedstrijd als linksachter. Denemarken versloeg Malta met 6-0. Delaney maakte op 1 september 2017 zijn eerste interlanddoelpunt. Hij kopte Denemarken toen op 1–0 in een met 4–0 gewonnen kwalificatiewedstrijd voor het WK 2018 thuis tegen Polen. Drie dagen later maakte hij een hattrick in een met 1–4 gewonnen WK-kwalificatiewedstrijd in en tegen Armenië. 

### WK 2018
Delaney behoorde tot de selectie van bondscoach Åge Hareide op het WK 2018, zijn eerste eindtoernooi. Hierop speelde hij alle drie de groepswedstrijden van de Denen van begin tot eind. In de achtste finale tegen Kroatië werd hij na 98 minuten gewisseld, waarna Denemarken op penalty's verloor. 

### EK 2020
Delaney behoorde in 2021 opnieuw tot de selectie van Denemarken voor het door corona uitgestelde EK 2020. Hij begon in de eerste groepswedstrijd tegen Finland toen teamgenoot Christian Eriksen net voor rust een hartaanval kreeg en met ambulance van het veld moest worden gehaald. Daarna speelde Denemarken de wedstrijd uit, verloor het, maar wist het uiteindelijk nog tot de halve finale te komen. Daarin was Engeland na verlenging te sterk. Dat toernooi startte Delaney in alle zes de wedstrijden in de basis.

### WK 2022
Hij speelde slechts één helft mee tijdens het WK 2022 in Qatar, waarna hij met een knieblessure uitviel. Hij miste vervolgens de twee overige groepswedstrijden, waarin Denemarken geen enkel punt pakte.

### EK 2024
Delaney werd op 30 mei 2024 door Kasper Hjulmand opgenomen in de Deense selectie voor het EK 2024 in Duitsland. Denemarken speelde in de groepsfase gelijk Slovenië, Engeland en Servië, waarna het in de achtste finales werd uitgeschakeld door gastland Duitsland (2–0). Delaney kwam op het toernooi enkel tegen Engeland niet in actie. Met Denemarken werd hij in de achtste finale tegen Duitsland uitgeschakeld. Het was zijn 81'ste en laatste interland. Hierin scoorde hij acht keer.

## Erelijst
| Competitie           |               |                                                      |               |               |
| Competitie           | Aantal        | Jaren                                                |               |               |
| FC Kopenhagen        | FC Kopenhagen | FC Kopenhagen                                        | FC Kopenhagen | FC Kopenhagen |
| -------------------- | ------------- | ---------------------------------------------------- | ------------- | ------------- |
| Deens landskampioen  | 6x            | 2009/10, 2010/11, 2012/13, 2015/16, 2016/17, 2024/25 |               |               |
| Beker van Denemarken | 5x            | 2008/09, 2011/12, 2014/15, 2015/16 2024/25           |               |               |
| Borussia Dortmund    |               |                                                      |               |               |
| DFB-Pokal            | 1x            | 2020/21                                              |               |               |
| Duitse supercup      | 1x            | 2019                                                 |               |               |